# Планёрный спорт на летних Олимпийских играх 1936
Планёрный спорт присутствовал в программе летних Олимпийских игр 1936 года в качестве показательного вида программы; по нему не проводилось соревнования и не присуждались медали. В выступлениях приняло участие 14 пилотов из 7 стран (Австрия, Болгария, Венгрия, Германия, Италия, Швейцария и Югославия). Демонстрация проходила на аэродроме Берлин-Штакен.
В качестве официального вида программы планёрный спорт должен был появиться на летних Олимпийских играх 1940 года, которые были отменены из-за Второй мировой войны.